# Historia del sostén

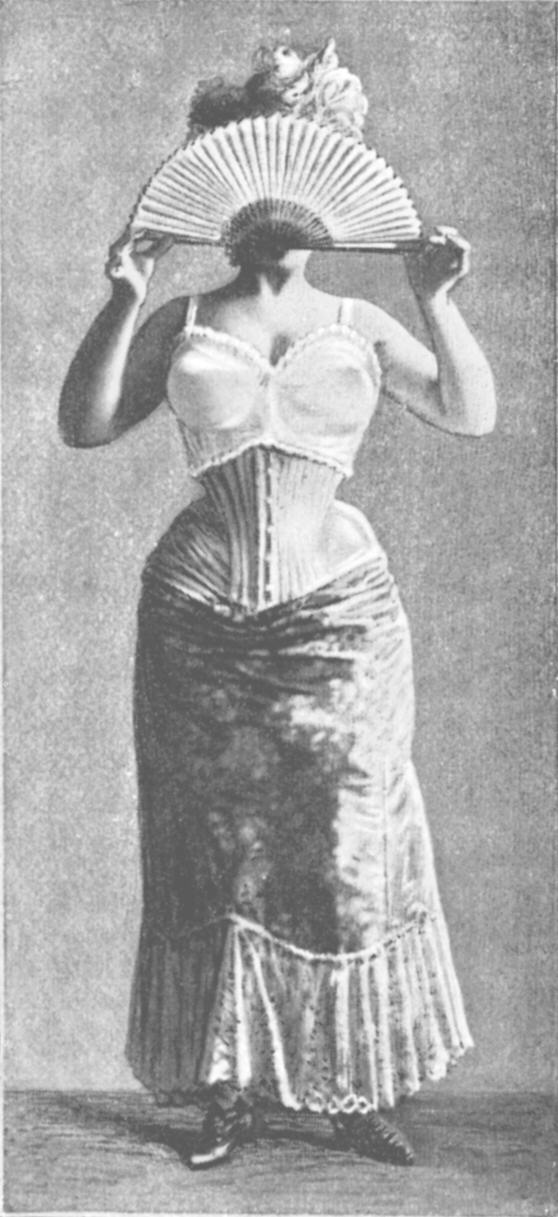
Soporte del seno por parte de un corpiño (en francés: brassière). 1900

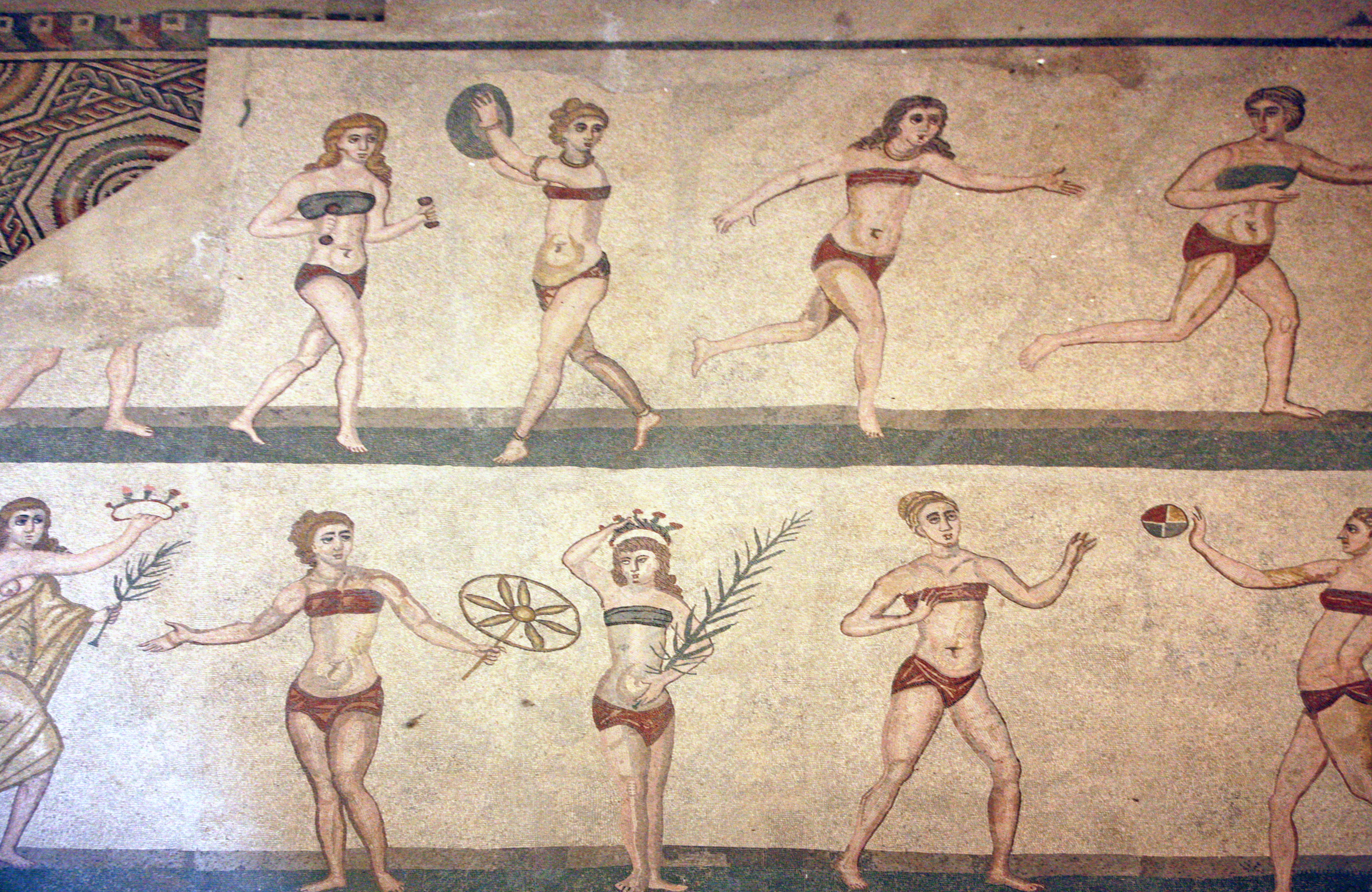
Mujeres romanas que llevan bandas de pecho durante el deporte. El mosaico de la «Coronación del Ganador» (también conocido como «mosaico de Bikini»), Villa Romana del Casale, Piazza Armerina, Sicilia,

La historia de los sostenes está íntimamente ligada a la historia social del estatus de la mujer, incluida la evolución de la moda y los cambios en la visión del cuerpo femenino.
Las mujeres han usado una variedad de prendas y dispositivos para cubrir, restringir, revelar o modificar la apariencia de sus senos. En algunos atletas de sexo femenino de la civilización minoica, en el siglo XIV a. C., se representan prendas de sostén o de bikini. Desde el siglo XIV en adelante, la ropa interior de las mujeres más ricas del mundo occidental estuvo dominada por el corsé, que apoyaba los pechos al transferir su peso a la caja torácica. Los corsés variaron en longitud, desde los cortos que solo soportaban el busto hasta los más largos que también se usaban para dar forma a la cintura. En la última parte del siglo XIX, las mujeres experimentaron con varias alternativas, como dividir el corsé en un dispositivo de sujeción similar a una faja para la parte inferior del torso y transferir la parte superior a los dispositivos suspendidos de los hombros.
A fines del siglo XIX, los sostenes reemplazaron al corsé como el medio de apoyo mamario más utilizado.
A principios del siglo XX, las prendas que se parecían más a los sostenes contemporáneos habían surgido, aunque la producción comercial a gran escala no se produjo hasta la década de 1930. Desde entonces, los sostenes han reemplazado a los corsés (aunque algunas mujeres prefieren las camisolas) y otras prefieren no utilizar nada. La escasez de metales en la Segunda Guerra Mundial alentó el fin del corsé. Para cuando terminó la guerra, la mayoría de las mujeres conscientes de la moda en Europa y América del Norte llevaban sujetadores. A partir de ahí, el sostén fue adoptado por mujeres en Asia, África y América Latina.
Durante el siglo XX, se ha dado mayor énfasis a los aspectos de la moda de los sostenes. La fabricación de sostenes es una industria multimillonaria dominada por grandes corporaciones multinacionales.  .

## Antecedentes

### Egipto
En el antiguo Egipto, las mujeres generalmente tenían el pecho desnudo. Los artículos más comunes del atuendo femenino fueron la falda y el vestido de vaina, también descrito como una túnica o «kalasiris», una pieza de tela rectangular que se dobla y se cose por el borde para hacer un tubo. El «kalasiris» puede cubrir uno o ambos hombros o ser usado con correas de hombro. Mientras que la parte superior podía llegar a cualquier lugar desde debajo del pecho hasta el cuello, el dobladillo inferior generalmente tocaba los tobillos. Una variante era una correa cruzada única, parcialmente sobre el seno izquierdo. El «kalasiris» más corto era usado principalmente por mujeres comunes o esclavos, para estar más cómodos cuando trabajan.

### India
Aunque la mayoría de las figuras femeninas en esculturas antiguas de la India carecen de una blusa, hay varios casos de mujeres indias antiguas que usan sostenes. La primera referencia histórica a los sostenes en la India se encuentra durante el gobierno del rey Jarsha Vardhana (siglo I d. C.). Durante el imperio de Vijayanagara, las brasas y las blusas cosidas estaban muy de moda y en las ciudades abundaban los sastres especializados en el ajuste de estas prendas. El corpiño apretado de media manga o «kanchuka» ocupa un lugar destacado en la literatura de la época, especialmente Basavapurana (1237 d. C.), que dice que las niñas también usaban «kanchukas».

### Grecia

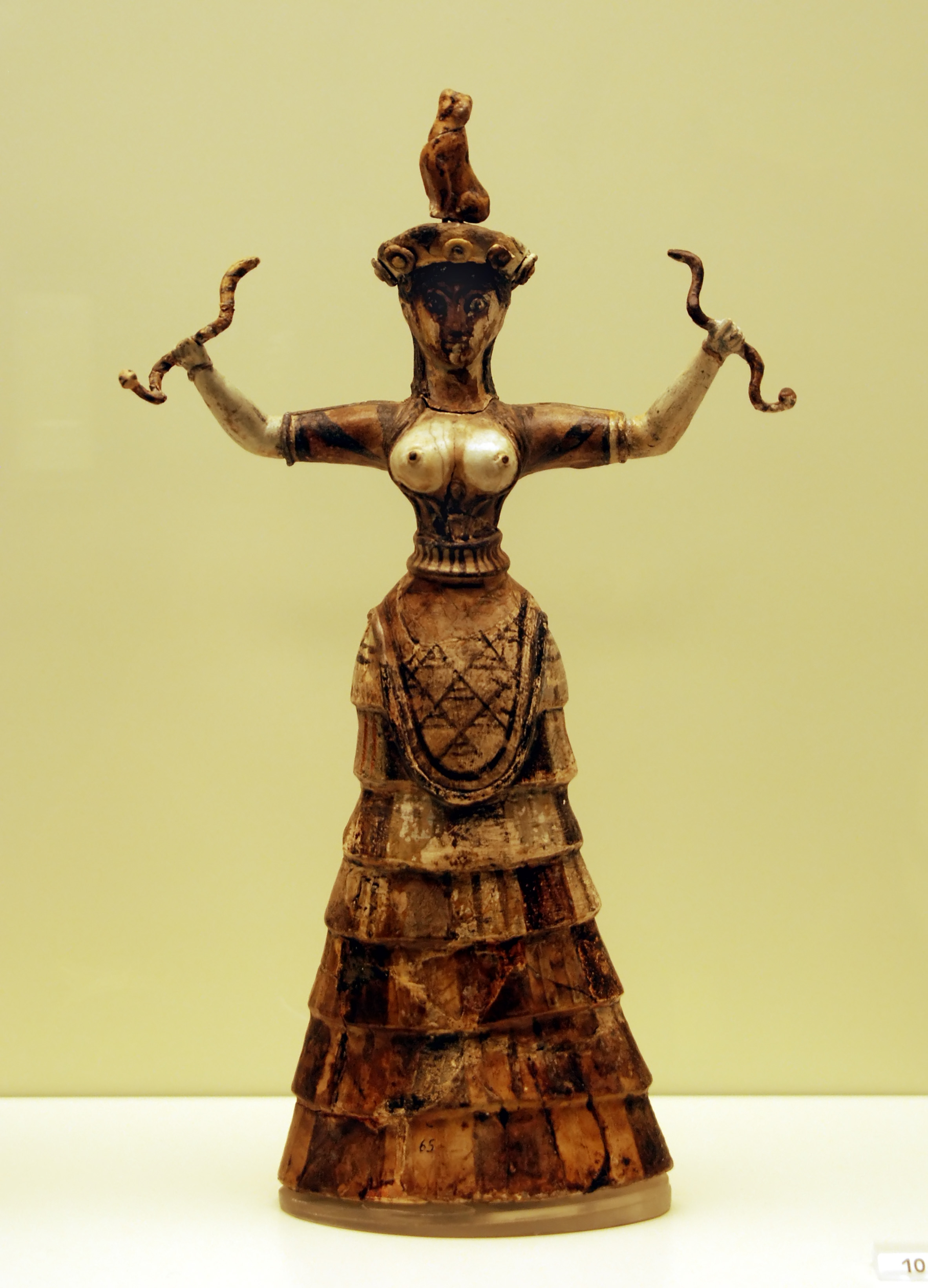
Figura de loza de la diosa serpiente de la antigua Creta, con los senos apoyados por una prenda similar a un corsé.

El uso de una prenda diseñada para contener los senos de una mujer puede remontarse a la antigua Grecia. Pinturas murales en Creta, el centro de la civilización minoica, muestran a una mujer realizando atletismo en lo que se ha descrito como un «bikini», las mujeres minoicas en la isla de Creta hace 3000 años aparentemente vestían prendas que parcialmente apoyaban y también revelaban sus senos; el ejemplo más conocido de este estilo es la Diosa Serpiente. Sus ropas parecían algo así como modernos corsés ajustados con cordones. El dispositivo de soporte se usó fuera de otra ropa y apoyó y expuso los senos, empujándolos hacia arriba y haciéndolos más visibles. La subsiguiente civilización micénica enfatizó el seno, que tenía un significado cultural y religioso especial, al asociar la figura madura con la fertilidad y la procreación.
Las mujeres en la Grecia clásica se representan a menudo envueltas en prendas diáfanas, o con un seno expuesto. Las mujeres llevaban un «apodesmos» (en griego: ἀπόδεσμος, luego «stethodesmē» (gr: στηθοδέσμη), «mastodesmos» (gr: μαστόδεσμος) y «mastodeton» (gr: μαστόδετον), lo que significaba «banda de mama»", una banda de lana o lino que envolvía los senos y se ataba o fijaba en la parte posterior.

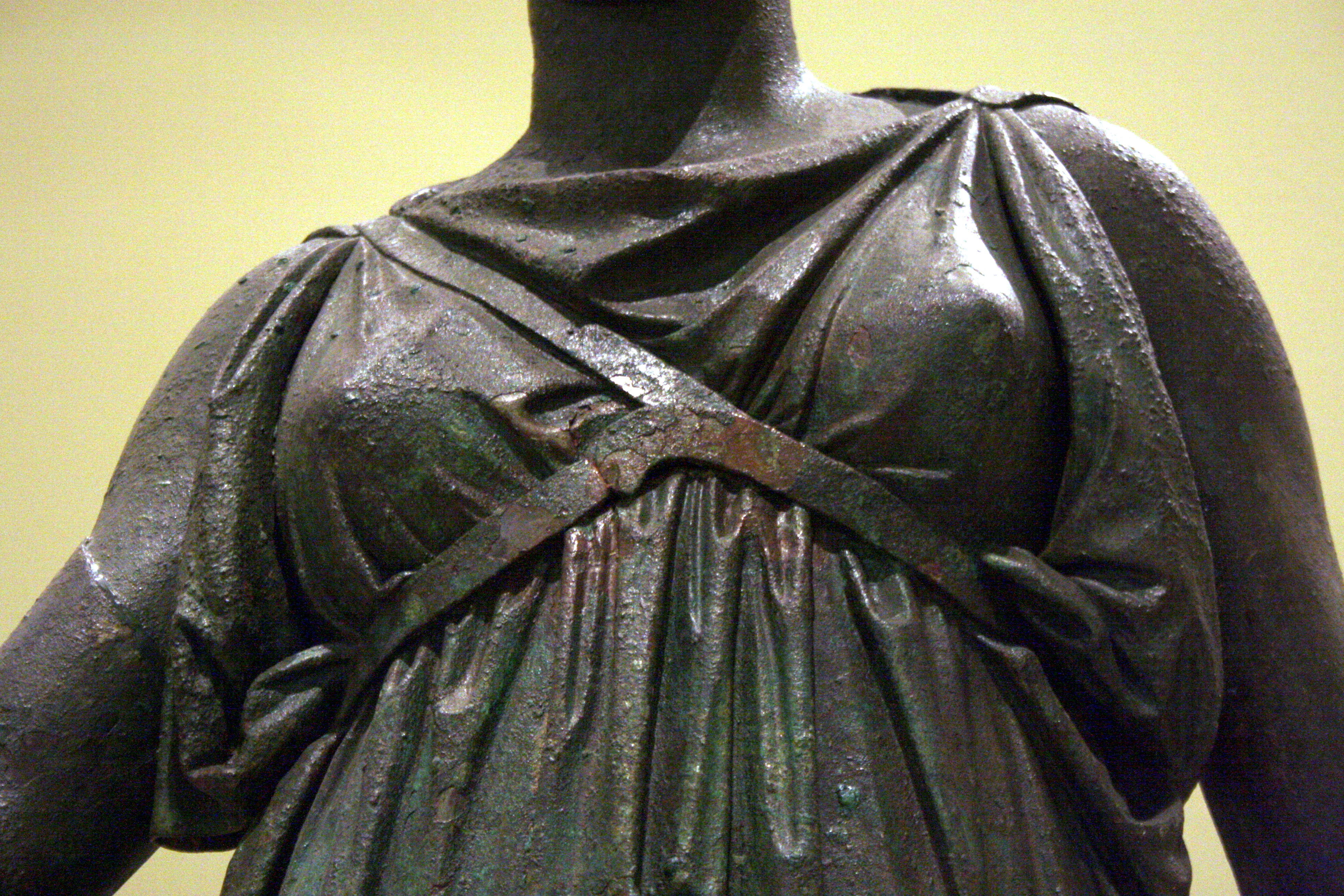
Bandas pectorales en forma de «Y» en una estatua de bronce de Artemisa, diosa de la caza (mediados del). Estas bandas forman un arnés de tiro con arco, al que se une un carcaj de flechas.

Un cinturón también podría sujetarse sobre una prenda o prenda interior de estilo túnica, justo debajo de los senos o sobre los senos. Cuando el «apodesmos» se llevaba debajo de los pechos, los acentuaba. Otra palabra para una banda de pecho o cinturón era «strophion» (gr: στρόφιον). Otro término fue «kestós» (κεστός, en latín: cestus), usado específicamente para la faja encantada de Afrodita en la Ilíada, cuyo poder era hacer que cada mujer que la usaba fuera irresistible para los hombres. En vista de su asociación con la diosa del amor, este tipo de prenda probablemente tenía una connotación erótica debido a su efecto para acentuar el pecho.
La vestimenta básica clásica griega era el peplo, más tarde el quitón (dos piezas de tela rectangulares parcialmente cosidas juntas en ambos lados, que media unos 30 a 40 cm de lado), que evolucionó hasta convertirse en la camisa, el artículo más común de ropa interior que usaron los hombres y mujeres durante cientos de años (también conocido como bata o turno). En Esparta, las mujeres usualmente llevaban el quitón completamente abierto en el lado izquierdo.

### Roma

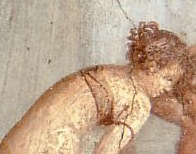
Banda para el pecho en una mujer desnuda (detalle de una pintura mural en Pompeya, 62–)

Las mujeres en la antigua Roma adoptaron una forma del «apodesme» griego, conocido como «strophium» o «mamillare». Dado que los romanos consideraban los senos grandes como cómicos, o característicos del envejecimiento o de mujeres poco atractivas, las niñas pequeñas llevaban bandas de senos («fascia») firmemente aseguradas en la creencia de que al hacerlo evitarían pechos demasiado grandes y caídos.

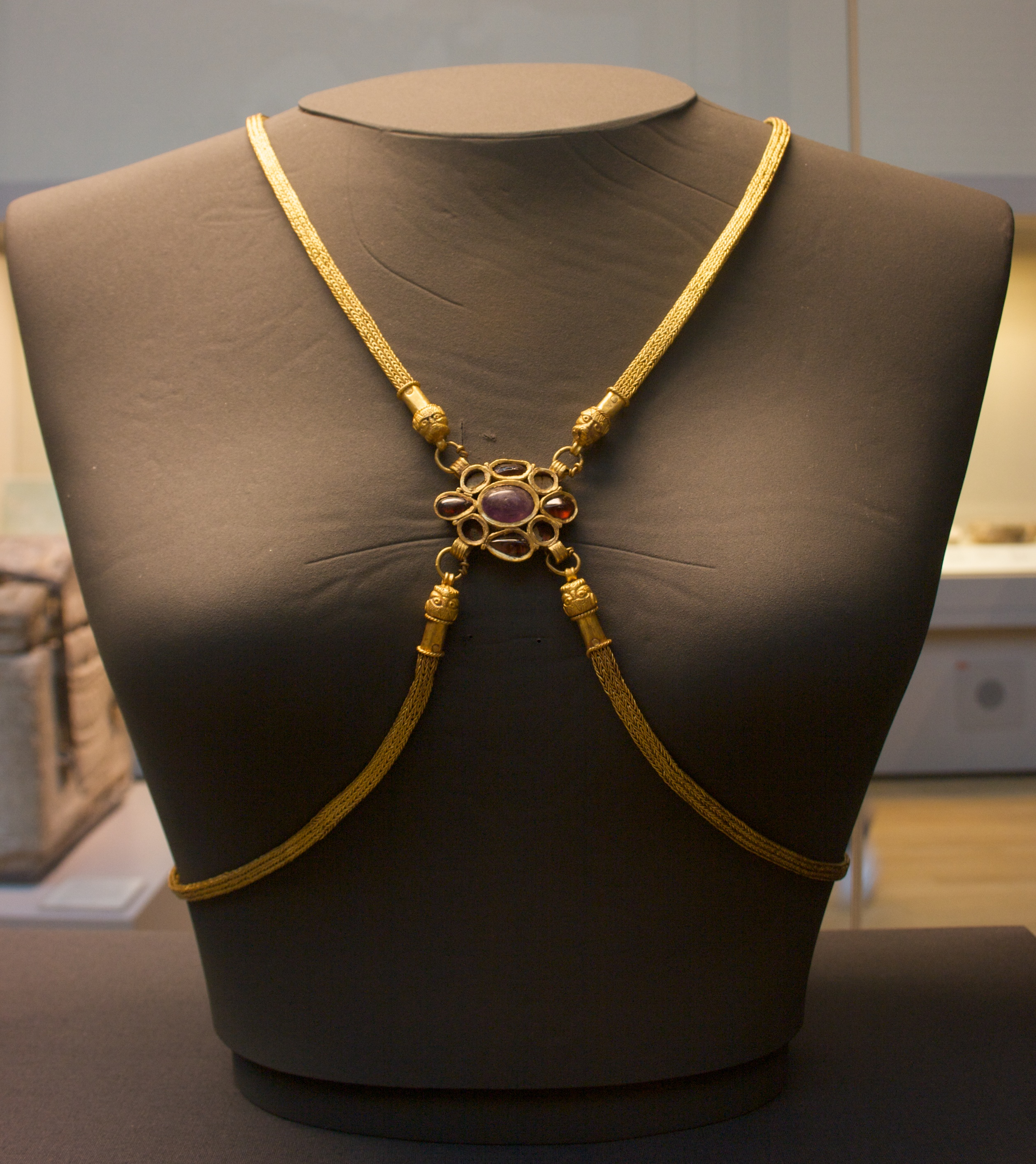
Cadena de oro del tesoro de Hoxn

El mosaico de las «chicas bikini» de la Villa Romana del Casale (siglo IV d. C.) muestra a las mujeres que realizan rutinas de gimnasia o baile mientras usan una prenda similar a un sostén sin tirantes y calzoncillos. Otras iteraciones primitivas de un sostén se representan anteriormente en pinturas murales conservadas en Pompeya por la erupción del Vesubio en el 79 d. C.
A veces, en las pinturas romanas más explícitas desde el punto de vista sexual, los pechos se mantienen cubiertos por el «estrofio». La configuración en la que se encuentran las pinturas indica que las mujeres representadas pueden ser prostitutas.

### Este de Asia
En China, un corpiño de seda suelto atado a la cintura y atado o enrollado alrededor del cuello llamado dudou («cubierta del vientre») se puso de moda entre las mujeres ricas durante la dinastía Ming en los siglos XIV y XVII. Siguió siendo popular en la subsiguiente dinastía Qing (siglos XVII-XX). Fue adoptado en la cultura vietnamita como el yem y permanece en uso por las dos culturas ya como prenda exterior, similar al halter occidental.

## Edad Media
En Europa, en la Edad Media era excepcional que las mujeres restringieran o sostuvieran sus senos y, si lo hacían, probablemente usaban algo así como una carpeta de tela, como se sugiere en las descripciones de la época. Una declaración ampliamente citada es que un edicto de Estrasburgo en el Sacro Imperio Romano, fechado en 1370, dice: «Ninguna mujer sostendrá el busto por la disposición de una blusa o por un vestido ajustado». Un hallazgo arqueológico de 1390 a 1485 reveló que las mujeres sí sostenían sus senos en la Edad Media. Se encontraron cuatro sostenes decorados con encajes entre 3000 fragmentos de textiles durante un proyecto de renovación en un castillo austríaco. En la época de Carlos VII de Francia (1403–1461), se usó una cortina de gasa sobre el busto.
En general, en la Edad Media, los pechos se reducían al mínimo en vestidos con corpiños rectos, faldas completas y escotes altos, diseñados principalmente para la función en lugar del énfasis en la forma. Los vestidos medievales tardíos se ajustan de forma precisa y ajustada al cuerpo y funcionan como soporte para los senos. Las representaciones de mujeres en obras de arte de los siglos XIV y XV muestran una silueta alta y redondeada de los senos en mujeres mayores y jóvenes, con senos grandes y pequeños. La forma ideal del siglo XV era de pecho pequeño y figura grande, simbolizando la abundancia de la fertilidad.
En la época del Renacimiento, el escote se puso muy de moda. Hubo cierto estatus para reafirmar los senos en las mujeres de clase alta que no amamantaron. Los bebés fueron entregados a las nodrizas para que los amamantaran, ya que la lactancia se consideraba mala si una mujer quería mantener una forma ideal. Entre las clases más ricas, el corsé comienza a aparecer a mediados del siglo XV.
Catherine de 'Medici (1519–1589, esposa del rey Enrique II de Francia) es ampliamente culpada, incorrectamente, por el corsé. Se dice que ella prohibió las cinturas anchas en la corte en la década de 1550, leyenda que sugiere que les hizo usar corsés de armazón de acero.
Las elaboradas restricciones impuestas a las figuras de las mujeres a lo largo de los años no fueron universales. El corsé hacía prácticamente imposible trabajar, por lo que las mujeres que trabajaban dentro o fuera de la casa usaban prendas funcionales más simples. El apoyo para los senos a menudo se proporcionaba mediante una simple atadura debajo de la línea del seno, en el corpiño.

## Renacimiento

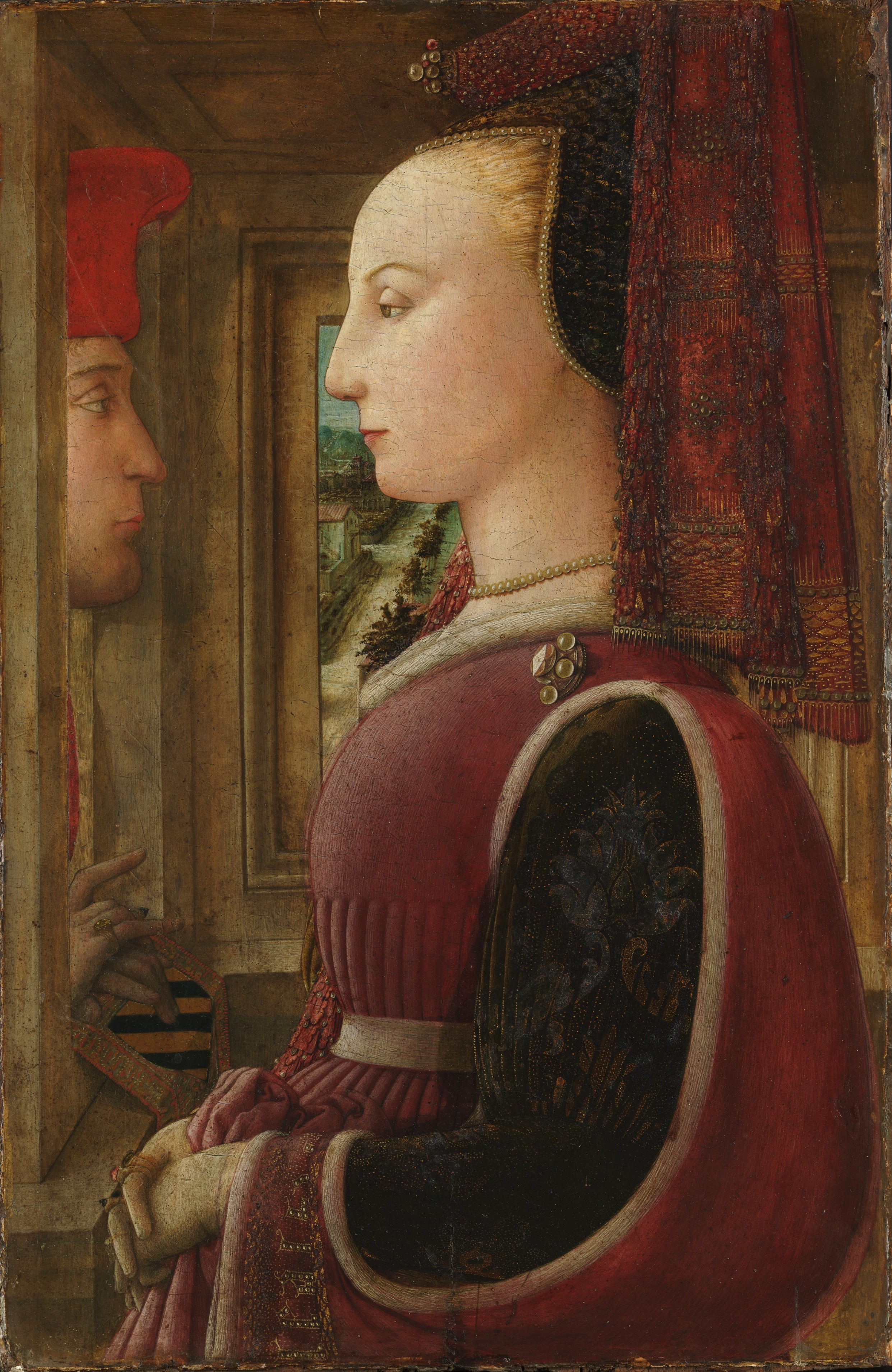
Pintura que ilustra los ideales renacentistas.

Los primeros corsés del siglo XVI consistían en lino endurecido con pasta y un busk primitivo en la parte delantera, pero más tarde incluyó soportes de hierro en el lateral y en la parte posterior. El énfasis ahora estaba en la forma, con la compresión de los senos forzándolos hacia arriba hasta el punto de casi desbordarse, por lo que una parte considerable del seno estaba expuesta. La forma ideal era un torso plano, que inevitablemente empujaba los senos hacia arriba y hacia afuera. La clase trabajadora, por el contrario, usaba un simple encaje frontal.
Durante la Revolución Francesa y las guerras napoleónicas, cualquier prenda asociada con la aristocracia fue mal vista, incluidas las que tenían escote visible. Los senos a menudo se sujetaban con una corbata debajo del busto, y las prendas existentes de apoyo para el busto iban desde estacas blandas hasta artículos con envoltura frontal similares a los sostenes deportivos. En 1814, la corte y el corsé regresaron.

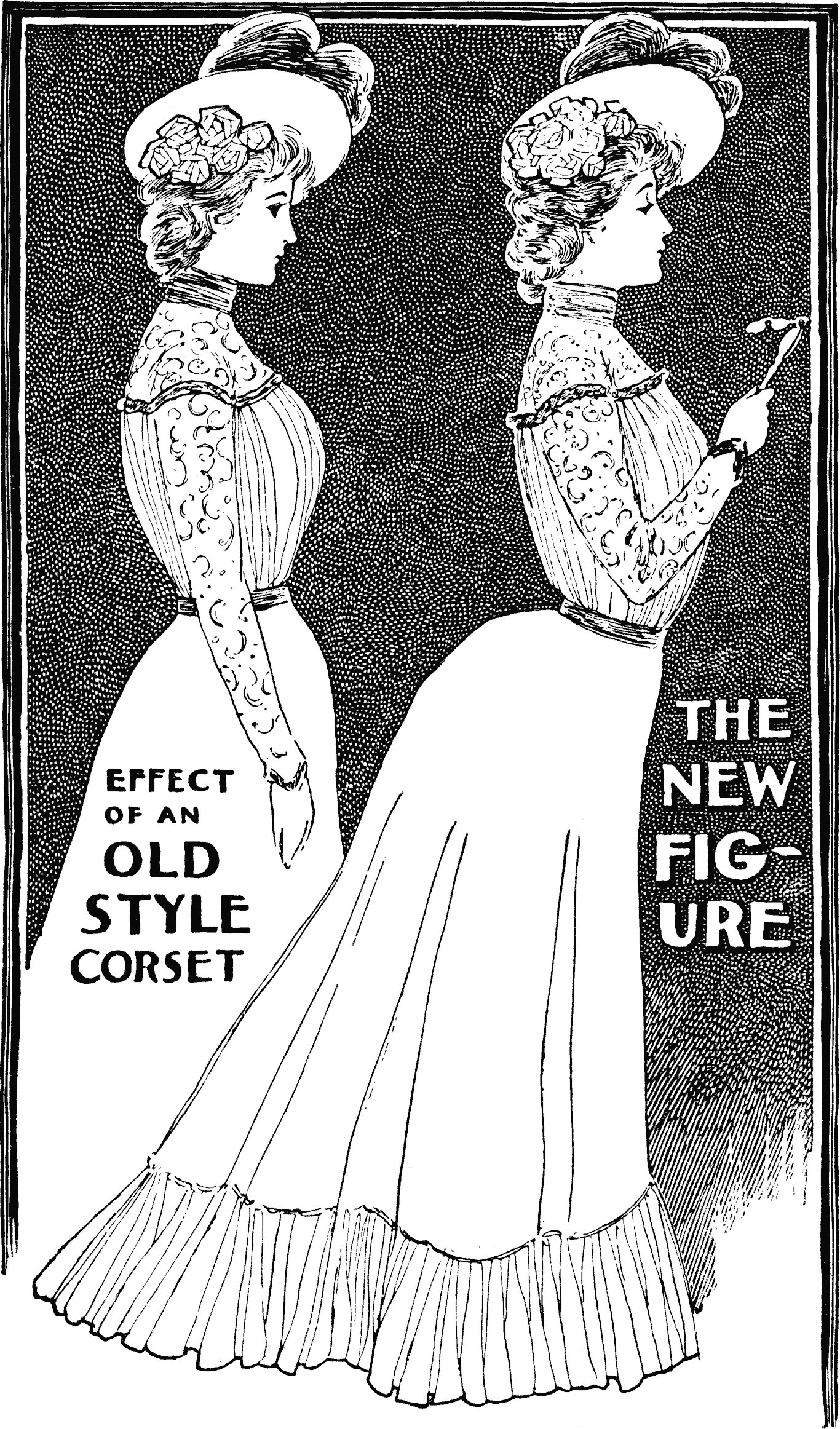
La silueta victoriana contrasta con la nueva silueta eduardiana "S-bend"

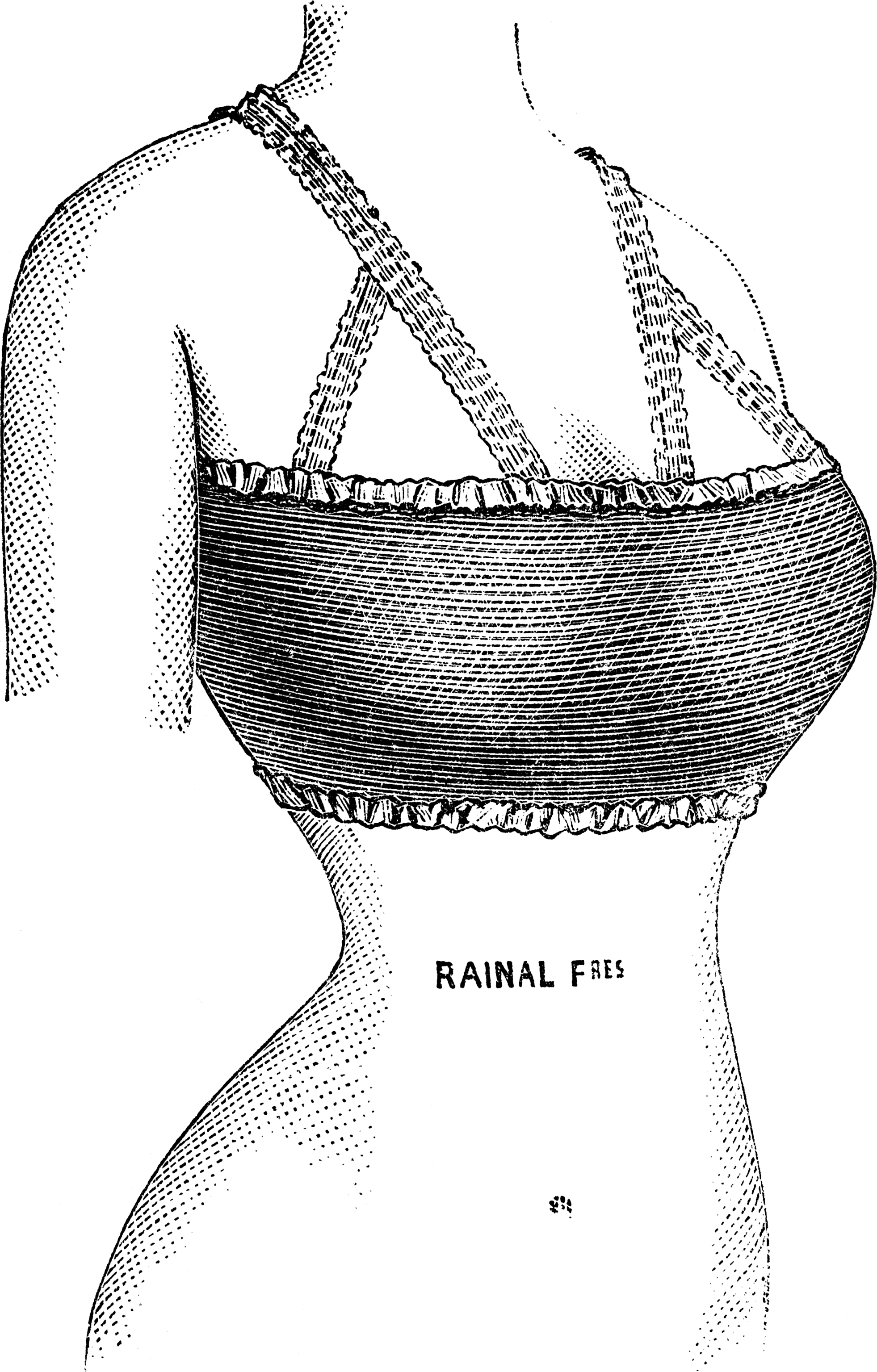
Una faja elástica terapéutica para la 'hipertrofia mamaria', Catálogo de Leon Jules Rainal Freres 1907

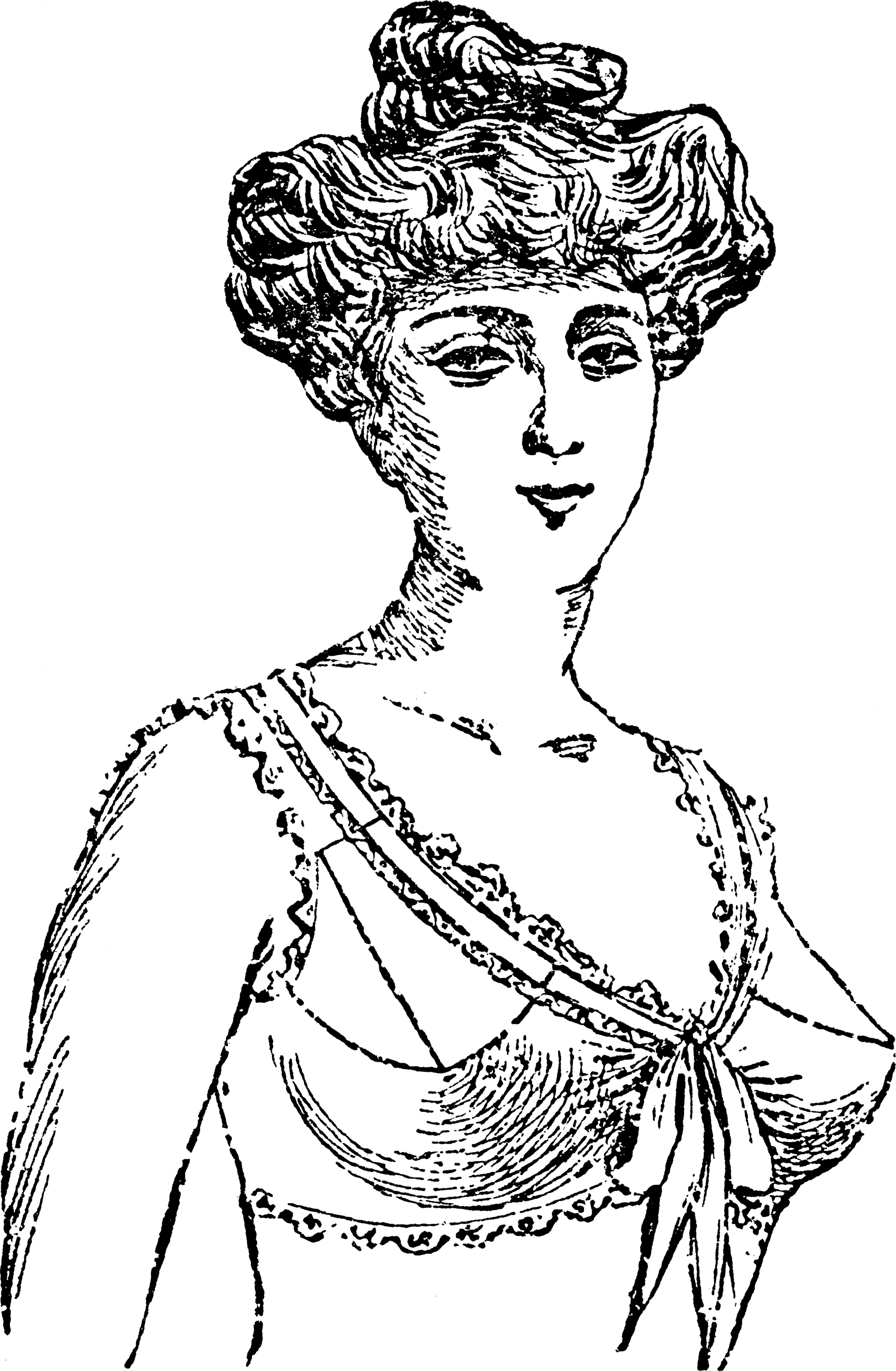
Nuevo sujetador 1906

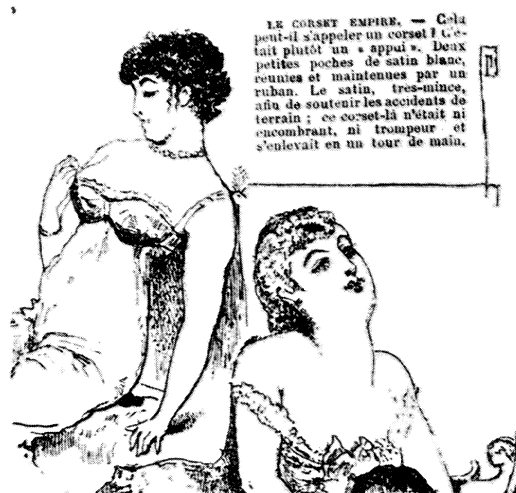
Una de las primeras representaciones de algo que se parece mucho a un sostén moderno, una ilustración de 1881 que pretende mostrar una prenda de principios del.

### Imperio francés
La moda del imperio se originó durante el período Directorio, popularizado por mujeres como Josefina de Beauharnais. "Inspirada por la manía de los grecorromanos, con sus connotaciones de excelencia artística y libertad política, las mujeres de moda descartaron corsés y adoptaron túnicas transparentes sin mangas. Abrazando la silueta clásica, en Gran Bretaña este período fue conocido como la Regencia. Durante esta era, "mujeres conscientes de la moda estudiaban revistas de moda como Le Journal des Dames et a la Mode, la versión de Vogue de la era, para ver qué llevaba puesta Josefina e intentar copiar su estilo. El soporte pectoral más popular en este período fue un tipo de corsé con una estructura ligera.

### Era victoriana en Gran Bretaña
En la era victoriana, a pesar de las ideas contemporáneas sobre la moralidad, la ropa de las mujeres se diseñó paradójicamente para enfatizar tanto los senos como las caderas al apretar la cintura. Las mujeres victorianas estaban abrumadas con muchas capas de ropa, incluida una camisa con un escote de cordón, generalmente ropa interior, luego el corsé y la funda del corsé, la falda, la falda de aro, la falda sobre la falda y, finalmente, el vestido. De acuerdo con las expectativas sociales de los tiempos, incluso el vestido de noche de corte más bajo no debe bajar más de tres dedos por debajo de las clavículas.

### Era eduardiana en Gran Bretaña
En la era eduardiana, con un aumento en las actividades físicas de las mujeres, el corsé comenzó a retirarse hacia el sur nuevamente, volviéndose más como una faja y acompañado por la apariencia de una prenda superior separada, la parte superior del busto o BB. Para aquellas que, en cambio, llevaban un traje de una sola pieza (unions), esto se separó en la camisola y la ropa interior. Estos no fueron diseñados para soporte, sino simplemente cobertura.
El vestido de las mujeres enfatizó la forma de una "S", con un estómago estirado que le da prominencia a la parte posterior y el busto. A finales del siglo XIX y principios del XX, todavía se podía mostrar el seno. "¡La marca alta de la modestia bajaría después de la puesta del sol unos seis centímetros!" Los corsés siguieron siendo la principal forma de apoyo, pero la guerra y su impacto en el estilo de vida y los materiales hicieron que su futuro fuera incierto.

## El movimiento de reforma de la ropa
La evolución del sostén desde el corsé fue impulsada por dos movimientos paralelos: las preocupaciones de los profesionales de la salud por los efectos crueles y limitantes del corsé y el movimiento de reforma de la vestimenta de las feministas que vieron que una mayor participación de las mujeres en la sociedad requeriría la emancipación de la corsetería. Entre estos se destacaron la Rational Dress Society, la National Dress Reform Association, y la Reform Dress Association.
Aunque hubo una serie de voces que advirtieron sobre los considerables riesgos para la salud de los corsés, los profesionales de la salud fueron en general censurados, y las mujeres ignoraron los consejos "pasados de moda". Los profesionales de la salud se concentraron más en las quejas psicosomáticas, que de hecho probablemente estaban relacionadas con la corsetería. La mala salud se consideraba sinónimo de feminidad, y un comportamiento pálido y enfermizo era normativo (las heroínas ficticias a menudo morían de tuberculosis o "consumo". Esto las puso pálidas y las mantuvo inmóviles). Se suponía que los corsés proporcionaban apoyo físico y moral.
Algunos médicos ignoraron a los colegas que consideraban que los corsés eran una necesidad médica debido a la biología de las mujeres y las necesidades del orden civilizado. Los médicos que dieron la alarma señalaron náuseas, trastornos intestinales, trastornos de la alimentación, falta de aire, enrojecimiento, desmayos y problemas ginecológicos. El reposo en cama era una receta común para el "sexo débil", lo que, por supuesto, implicaba un alivio de la corsetería.
El interés de las mujeres por el deporte, particularmente el ciclismo, obligó a un replanteo, y los grupos de mujeres pidieron "prendas de emancipación". Elizabeth Stuart Phelps instó a las mujeres a "quemar los corsés". en 1874. Indirectamente y directamente, el deporte emponderó a las mujeres en otros climas sociales.
No es de sorprender que los corsetieres se defendieran, adornando sus productos para que fueran frenéticos y femeninos en la década de 1870. La publicidad adquirió un matiz de imágenes eróticas, incluso si en la práctica actuaban como un impedimento para la sexualidad, especialmente cuando comenzaron a aparecer en revistas para hombres, destacando el escote y los brazos desnudos (luego tabú). Las muñecas asumieron la imagen en forma de corsé, implantando una imagen de la forma femenina "ideal". Los corsés ciertamente reforzaron la imagen de un sexo más débil, incapaz de defenderse, y también lo hicieron un desafío para desvestirse.
En la práctica, los primeros sujetadores hicieron poco revuelo en el mercado. Eran caros, y solo los reformadores adinerados y educados los llevaban en alguna medida.
Las mujeres estadounidenses que hicieron importantes contribuciones fueron Amelia Bloomer (1818–1894) ("cuando encuentres un peso en la creencia o la vestimenta, deséchala") y la Dra. Mary Edwards Walker (1832–1919).

### La aparición del sostén en elsigloXIXy la llegada del sujetador push up
Existen considerables diferencias de opinión respecto a quién "inventó" el corpiño o sostén moderno. Las fechas de las patentes indican algunos de los desarrollos históricos; en el siglo XIX se concedieron un gran número de patentes para dispositivos tipo sujetador. Sin embargo, lo que se considera como el sujetador push-up más antiguo del mundo se descubrió en un almacén en el Museo de la Ciencia en Londres. Diseñado para mejorar el escote, se dice que el sostén es de principios del siglo XIX.
También hay quien dice que el primer sujetador push-up tiene su origen en los Estados Unidos, tras la Segunda Guerra Mundial. El autor de este diseño sería Frederick Mellinger y lo llamaría The Rising Star.
En 1859, Henry S. Lesher, de Brooklyn, Nueva York, patentó un dispositivo similar a un sostén que daba una rotundidad simétrica a los senos de la portadora. En 1863, un "sustituto de corsé" fue patentado por Luman L. Chapman de Camden, Nueva Jersey. Los historiadores se refieren a esto como un "proto-sujetador".
En 1876, a la modista Olivia Flynt se le otorgaron cuatro patentes que cubrían el "Corset verdadero" o "Cintura Flynt". Estaba dirigido a la mujer de pechos más grandes. Los reformadores estimularon la demanda y probablemente compraron estas prendas tempranas por razones "higiénicas" debido a su preocupación por el corsé. Inicialmente, las prendas de Flynt solo estaban disponibles por correo, pero finalmente aparecieron en tiendas de departamento y de ropa y catálogos. Sus diseños ganaron una medalla de bronce en la Massachusetts Charitable Mechanics Association en 1878, en la Cotton Centennial Exposition en Atlanta en 1884–5, y en la Columbian Exposition en Chicago en 1893.
Según la revista Life, en 1889, Herminie Cadolle de Francia inventó el primer sostén moderno. Apareció en un catálogo de corsé como una prenda interior de dos piezas, que originalmente llamó la garganta de corselet, y más tarde le bien-être (o "el bienestar"). Su prenda cortó efectivamente el corsé tradicional en dos: la parte inferior era un corsé para la cintura y la parte superior sostenía los senos con correas en los hombros. Su descripción dice "diseñado para sostener el pecho y apoyado por los hombros". Ella patentó su invento y lo mostró en la Gran Exposición de 1889. La compañía, todavía de propiedad familiar, afirma hoy que Herminie "liberó a las mujeres inventando el primer brasier". En 1905, la mitad superior se vendió por separado como un sujetador, el nombre con el que todavía se conocen los sostenes en Francia. También introdujo el uso de "hilo de goma" o elástico.
En 1893, Marie Tucek recibió una patente de EE. UU. para un dispositivo que consistía de bolsillos separados para cada seno sobre una placa de soporte de metal y correas para los hombros atadas con gancho y ojo. Este invento se parecía más al sujetador moderno conocido hoy en día, y fue un precursor del sujetador con aro.
Las prendas cosidas en casa compitieron con las prendas confeccionadas en fábrica. El sujetador era, al principio, una alternativa al corsé, como una prenda de vestir o ropa interior, o usado por mujeres con problemas médicos derivados de los corsés. Después de que el corsé de frente recto se pusiera de moda a principios del siglo XX, un sujetador o "sostén del busto" se convirtió en una necesidad para las mujeres activas porque el corsé de frente no ofrecía tanto apoyo y contención como los estilos victorianos. Los primeros sujetadores eran corpiños envueltos o camisolas ajustadas (ambas usadas sobre el corsé). Fueron diseñados para sostener el busto hacia adentro y hacia abajo contra el corsé, que brindaba apoyo hacia arriba.
La publicidad de los tiempos, típicamente en publicaciones periódicas, enfatizaba las ventajas de los sostenes en cuanto a salud y comodidad sobre los corsés y las prendas retratadas con soportes para hombros en un estilo mono-seno y con adaptabilidad limitada. Su mayor atractivo fue para quienes la función pulmonar y la movilidad eran prioridades, en lugar de apariencia externa.

## El sujetador delsigloXXy la era moderna (Estados Unidos)

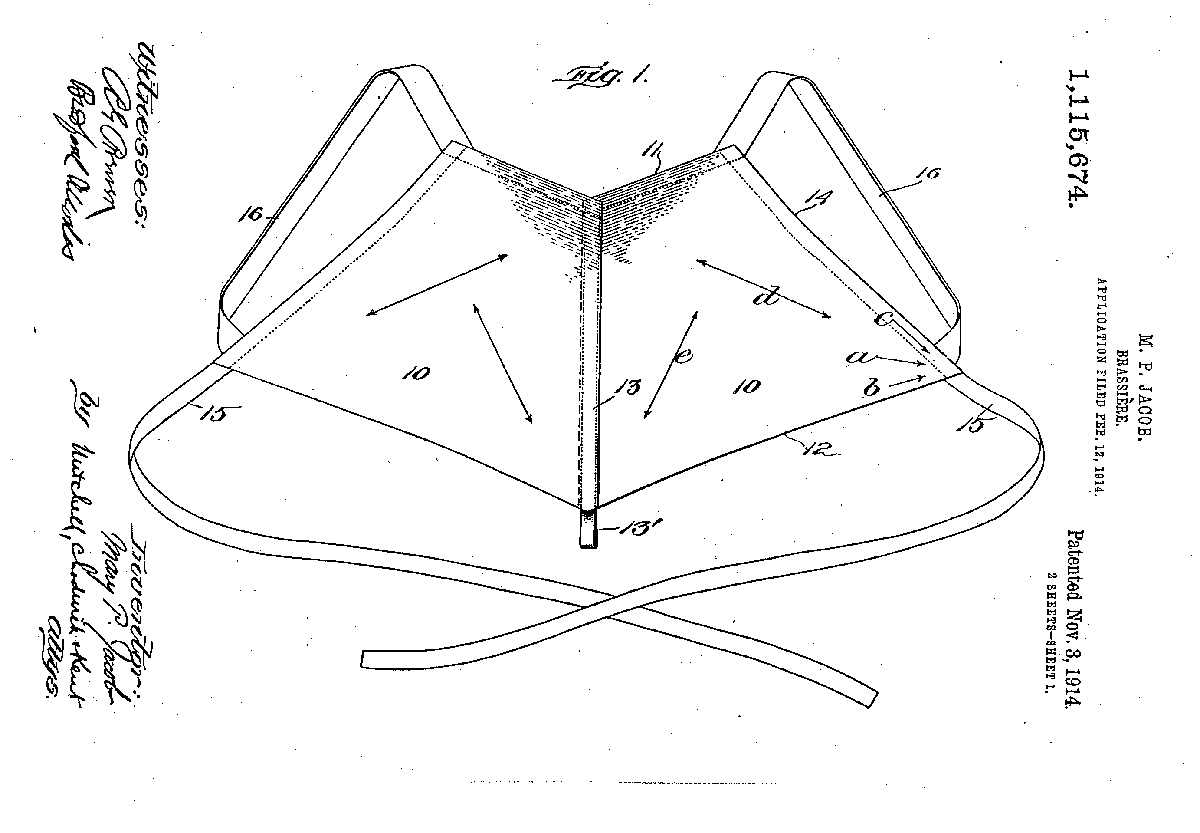
El sostén de Jacob, de la solicitud de patente original.

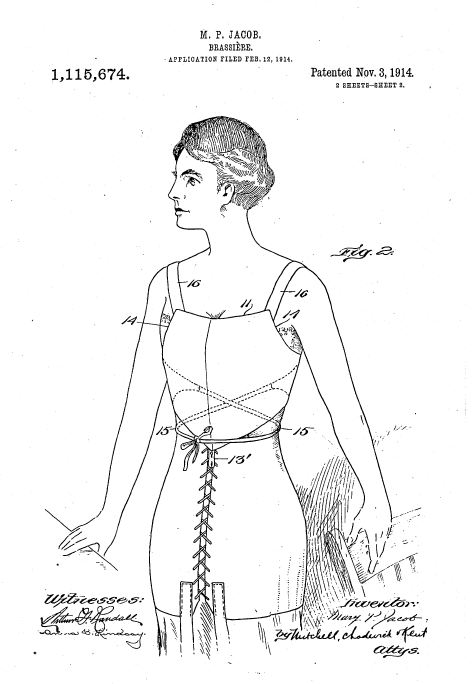
El sostén de Jacob, de la solicitud de patente original.

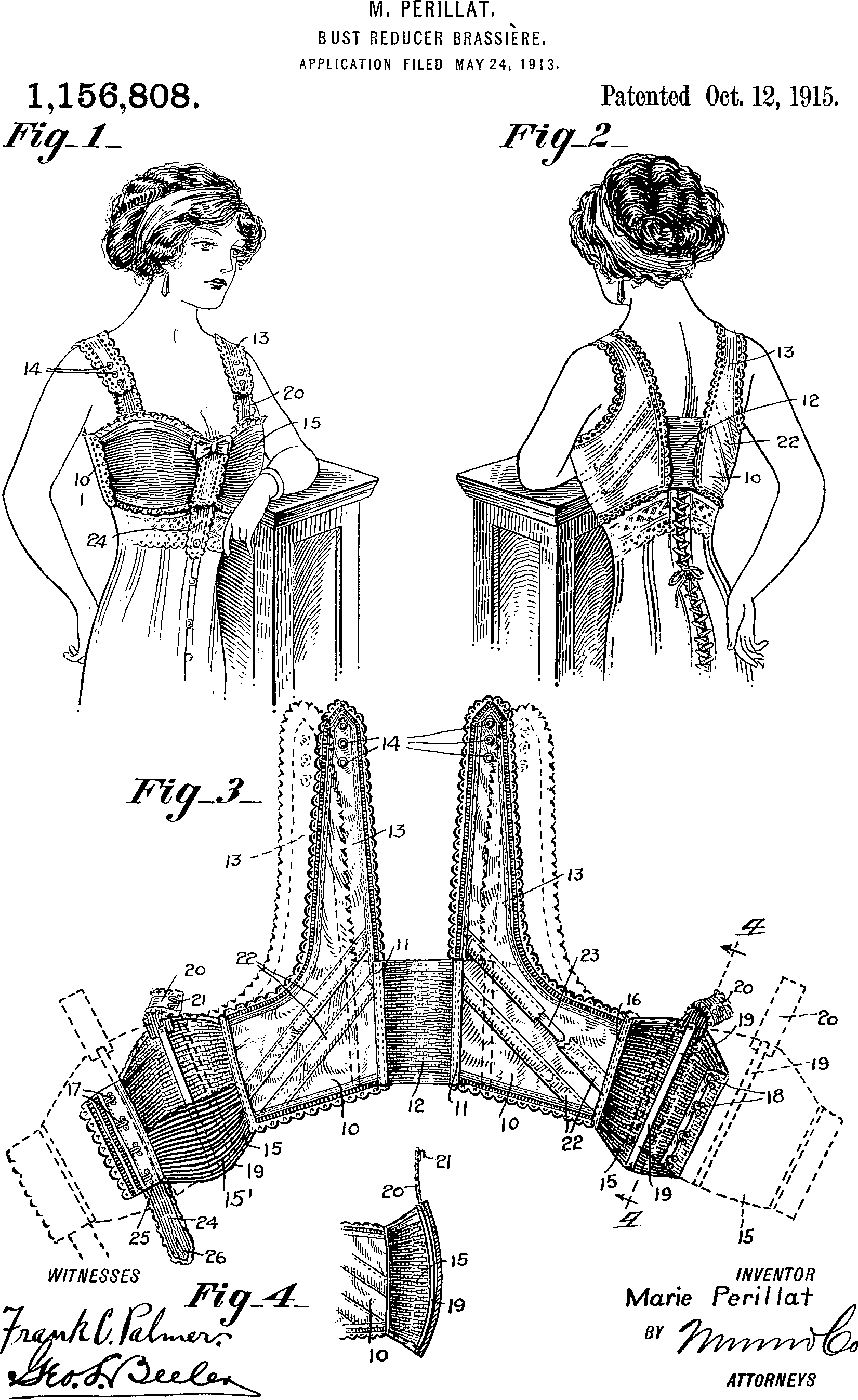
1913, sujetador reductor de busto. Patente estadounidense 1156808.

El primer sostén moderno fue patentado por la alemana Christine Hardt en 1889. Sigmund Lindauer de Stuttgart-Bad Cannstatt, Alemania, desarrolló un sujetador para producción en masa en 1912 y lo patentó en 1913. Fue producido en masa por Mechanischen Trikotweberei Ludwig Maier und Cie en Böblingen, Alemania. Con escasez de metales, la Primera Guerra Mundial fomentó el final del corsé. Cuando terminó la guerra, la mayoría de las mujeres conscientes de la moda en Europa y América del Norte llevaban sujetadores. A partir de ahí, el sostén fue adoptado por mujeres en Asia, África y América Latina.
En 1910, Mary Phelps Jacob (conocida más tarde como Caresse Crosby), una miembro de la alta sociedad neoyorquina de 19 años, compró un vestido de noche para un baile de debutantes. En ese momento, la única prenda interior aceptable era un corsé endurecido con hueso de ballena. Mary tenía los pechos grandes y descubrió que el hueso salía visiblemente de su escote y por debajo de la pura tela. Insatisfecha con este arreglo, trabajó con su doncella para crear dos pañuelos de seda junto con una cinta rosa y un cordón. Su innovación atrajo atención inmediata esa noche y, a pedido de familiares y amigos, hizo más de su nuevo dispositivo. Cuando recibió una solicitud de un extraño, quien le ofreció un dólar por sus esfuerzos, se dio cuenta de que su dispositivo podría convertirse en un negocio viable.
El 3 de noviembre de 1914, la Oficina de Patentes de EE. UU. emitió la primera patente estadounidense. para el "sujetador sin espalda". La patente de Crosby era para un dispositivo que era liviano, suave, cómodo de usar y que separaba naturalmente los senos, a diferencia del corsé, que era pesado, rígido, incómodo y tenía el efecto de crear un "monobosoma".
Crosby logró asegurar algunos pedidos de grandes almacenes, pero su negocio nunca despegó. Su esposo Harry Crosby la desanimó de seguir con el negocio y la convenció para que lo cerrara. Más tarde vendió la patente del sostén a la Warners Brothers Corset Company en Bridgeport, Connecticut, por $1,500 (aproximadamente el equivalente a $22,452 en dólares actuales). Warner fabricó el sujetador "Crosby" por un tiempo, pero no se convirtió en un estilo popular y finalmente se suspendió. Warner ganó más de $15 millones de la patente del sostén en los próximos 30 años.
Los sujetadores se hicieron más comunes y se promovieron ampliamente a lo largo de la década de 1910, gracias a la tendencia continua hacia corsés más ligeros y cortos que ofrecían cada vez menos apoyo y contención en el busto. En 1917, al comienzo de la participación de los Estados Unidos en la Primera Guerra Mundial, la Junta de Industrias de la Guerra de los Estados Unidos pidió a las mujeres que dejaran de comprar corsés para aumentar el metal para la producción de guerra. Se dijo que esto ahorró unas 28,000 toneladas de metal, suficiente para construir dos acorazados.
Se ha dicho que el sostén despegó como lo hizo en gran parte debido a la Primera Guerra Mundial, que sacudió los roles de género al poner a muchas mujeres a trabajar en fábricas y uniformes por primera vez. La guerra también influyó en las actitudes sociales hacia las mujeres y ayudó a liberarlas de los corsés. Pero las mujeres ya se estaban moviendo hacia los sectores minoristas y de oficina. Así, el sostén emergió de algo que una vez fue escondido discretamente en las páginas posteriores de las revistas femeninas en la década de 1890, para exhibirse en importantes almacenes como Sears, Roebuck y Montgomery Ward en 1918. La publicidad ahora promovía la configuración del busto a las demandas de la moda contemporánea, y las ventas lo reflejaban.

### Los años 20
Cuando el corsé se hizo más corto durante la década de 1910, proporcionó menos apoyo al busto. Para 1920, el corsé comenzó en la cintura y la contención del busto cedió por completo al sostén. Una línea de busto baja e inclinada se puso de moda. Los sostenes de finales de la década de 1910 y principios de la década de 1920 tenían un estilo de bandeaus (bandeaux) simplemente con formas leves, que sujetaban el busto hacia adentro y hacia abajo por medio de un clip pegado al corsé.
Esto culminó en la silueta "juvenil" de la era Flapper de la década de 1920, con una pequeña definición de busto. El término (que a mediados de la década de 1910 se refería a las niñas preadolescentes y adolescentes) fue adoptado por la agencia de publicidad J. Walter Thompson en la década de 1920 para sus clientes adultos más jóvenes. La figura andrógina en estilo minimizó las curvas naturales de las mujeres a través del uso de un sujetador de bandeau, que aplanaba los senos. Era relativamente fácil para las mujeres con bustos pequeños ajustarse a la apariencia de pecho plano de la era Flapper. Las mujeres con senos más grandes probaron productos como el popular Symington Side Lacer que, cuando se ataba a los lados, tiraba y ayudaba a aplanar los pechos de las mujeres. Sin embargo, algunos "sostenes" de principios de la década de 1920 eran poco más que camisones.
En 1922, la inmigrante rusa Ida Rosenthal era costurera en la pequeña tienda de ropa Enid Frocks de la ciudad de Nueva York. Ella y su esposo William Rosenthal, junto con el dueño de la tienda Enid Bissett, cambiaron el aspecto de la moda femenina. Notaron que un sostén que se ajustaba a una mujer no se ajustaba a otra mujer con el mismo tamaño de sostén. Con $4,500 invertidos en su nuevo negocio, desarrollaron sostenes para todas las edades. Su innovación fue diseñada para hacer que sus vestidos se vean mejor en la portadora al aumentar la forma del sujetador bandeau para realzar y apoyar los senos de las mujeres. Llamaron a la compañía Maiden Form, un contraste deliberado con el nombre de un competidor, "Boyishform Company". Maiden Form derrotó a Boyishform en 1924, acentuando y levantando en lugar de aplanar el busto. En 1927, William Rosenthal, el presidente de Maiden Form, presentó las patentes para el sostén de enfermería, de figura completa y el primer sostén con costuras.
Estos cambios en la moda coincidieron con los profesionales de la salud que comenzaron a vincular el cuidado y la comodidad de los senos con la maternidad y la lactancia, y realizaron campañas contra el aplanamiento de los senos. El énfasis pasó de minimizar los senos a elevarlos y acentuarlos. Las mujeres, especialmente el conjunto más joven, dieron la bienvenida al sujetador como una prenda moderna.
Mientras que la manufactura comenzaba a ser más organizada, los sostenes y los bandeaux hechos en casa todavía eran bastante populares, generalmente hechos de algodón blanco, pero eran un poco más que corpiños con alguna separación.

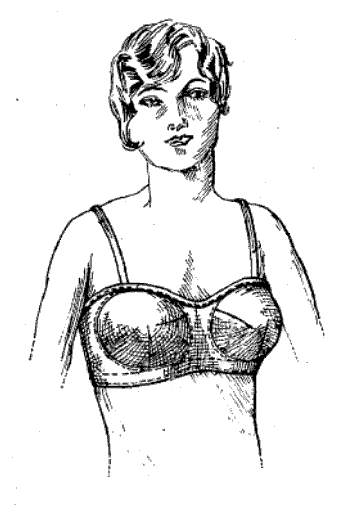
Dibujo de una mujer con sostén, del 28 de febrero de 1930, solicitud de patente de Estados Unidos 1825579.

### Los años treinta
La palabra "brasier" se redujo gradualmente a "bra" en la década de 1930. Según una encuesta realizada en 1934 por Harper's Bazaar, el "bra" era la expresión más utilizada para la prenda entre las mujeres universitarias. El sujetador se estaba volviendo más sofisticado, y las versiones cosidas en casa desaparecieron en la década de 1930. En octubre de 1932, la SH Camp and Company correlacionó el tamaño y la pendularidad de los senos de una mujer con las letras del alfabeto, de la A a la D. La publicidad del campamento presentaba perfiles de senos etiquetados con letras en la edición de febrero de 1933 de Corset and Underwear Review. En 1937, Warner comenzó a ofrecer tamaños de copas en sus productos. Otras dos compañías, Model y Fay-Miss, comenzaron a ofrecer copas A, B, C y D a finales de los años treinta. Las compañías de catálogo continuaron usando las designaciones Pequeña, Mediana y Grande hasta la década de 1940. Las bandas ajustables se introdujeron utilizando múltiples posiciones de ojo y gancho en la década de 1930.
Al igual que con otros productos para mujeres, la adopción por parte de los consumidores fue fomentada por campañas exitosas de publicidad y marketing. Las vendedoras desempeñaron un papel clave, ayudando a las clientes a encontrar la prenda adecuada, al igual que el papel cambiante de las mujeres en la sociedad. Gran parte de este marketing estaba dirigido a mujeres jóvenes.
Los brasieres se convirtieron rápidamente en una industria importante en la década de 1930, con mejoras en la tecnología de fibra, telas, colores, patrones y opciones, y fue mucho mejor que la industria minorista en general. Las innovaciones incluyeron el uso del elástico de Warner, la correa ajustable, el tamaño de la copa y los sujetadores acolchados para las mujeres de pecho más pequeño. En Estados Unidos, la producción se mudó fuera de Nueva York y Chicago, y la publicidad comenzó a explotar el glamur de Hollywood y se volvió más especializada. Las tiendas departamentales desarrollaron áreas de adaptación, y los clientes, las tiendas y los fabricantes se beneficiaron. Los fabricantes incluso organizaron cursos de capacitación adecuados para vendedoras. Las ventas internacionales comenzaron a formar una parte creciente del mercado de fabricantes de sujetadores de EE. UU. Los precios comenzaron a hacer que los sujetadores estuvieran disponibles para un mercado más amplio, y la competencia casera disminuyó. Otros fabricantes importantes de la década de 1930 incluyen Triumph, Maidenform, Gossard, (Courtaulds), Spirella, Spencer, Twilfit y Symington.
La silueta culturalmente preferida entre las mujeres occidentales durante la década de 1930 fue un busto puntiagudo, lo que incrementó aún más la demanda de la prenda de vestir.

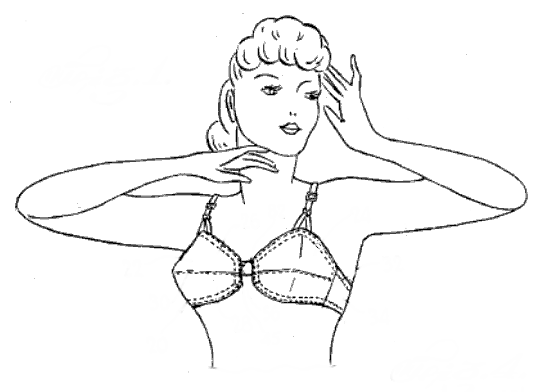
Dibujo de una mujer con sostén, de 1947 Solicitud de patente de Estados Unidos.

### Los años cuarenta

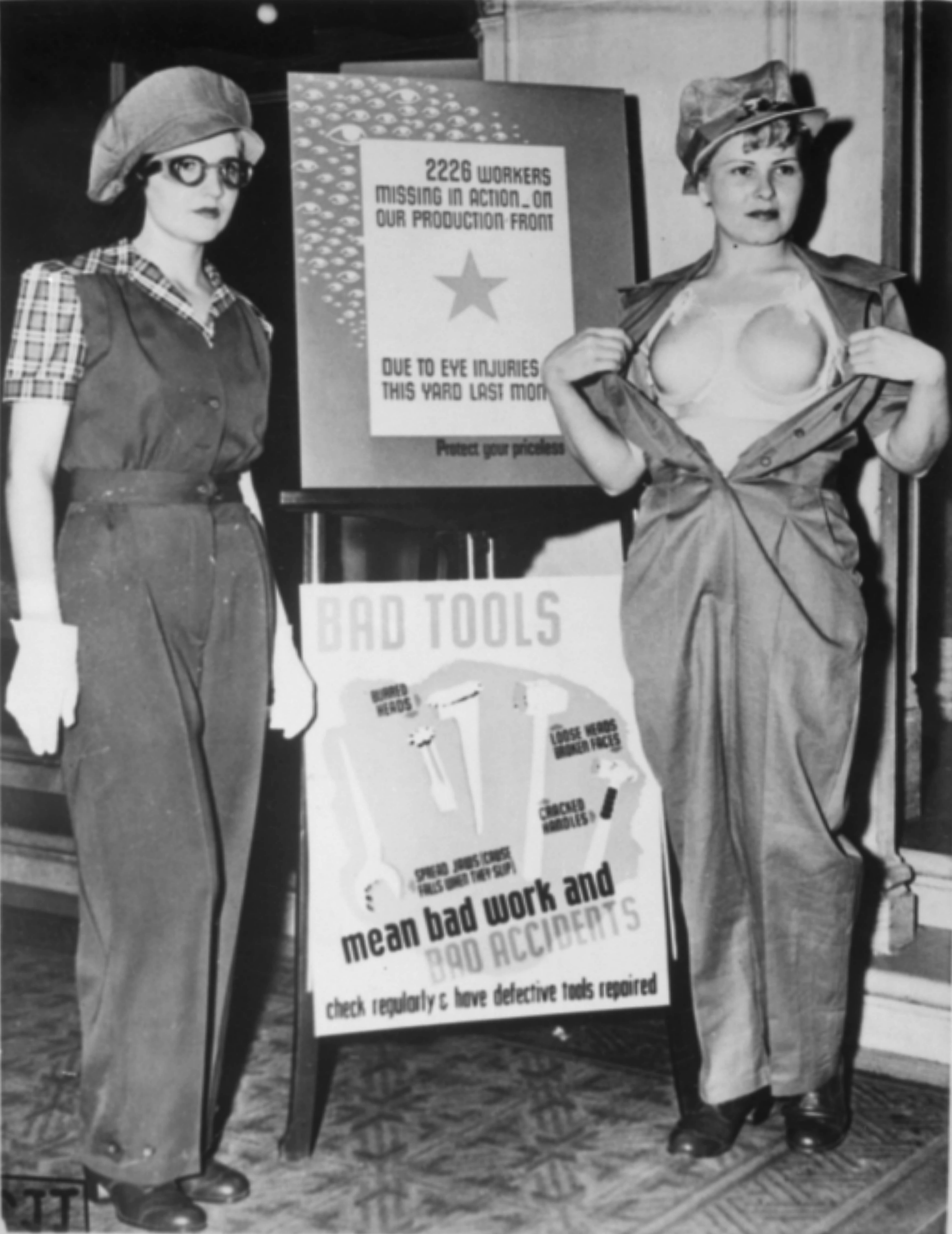
Dos mujeres lucen un nuevo uniforme, que incluye un "sujetador" de plástico, diseñado para ayudar a prevenir accidentes laborales entre las trabajadoras de guerra en Los Ángeles en 1943.

La Segunda Guerra Mundial tuvo un gran impacto en la ropa. En los Estados Unidos, las mujeres militares se alistaron por primera vez en los rangos inferiores y se les equipó con ropa interior uniforme. Se cree que Willson Goggles, una firma de Pensilvania que fabricó equipos de seguridad para trabajadores manuales, introdujo el plástico "SAF-T-BRA", diseñado para proteger a las mujeres en la fábrica. La publicidad apelaba tanto al patriotismo como al concepto de que los sostenes y las fajas eran de alguna manera "protección". Aparecieron códigos de vestimenta, por ejemplo, Lockheed informó a sus trabajadoras que los sostenes debían usarse debido al "buen gusto, el soporte anatómico y la moral".
La terminología militar se introdujo en el mercadeo de productos, como lo representa el sujetador Torpedo o Bullet, altamente estructurado y puntiagudo, diseñado para la "máxima proyección". El sujetador fue usado por la Sweater Girl, una tetona y saludable "vecina de al lado" cuyos arreglos exteriores ajustados acentuaron sus curvas mejoradas artificialmente. Se comenzaron a utilizar alambres internos en la construcción de sujetadores. Actrices como Jane Russell aparecieron en fotografías con los nuevos sostenes que enfatizaban el diseño de "elevación y separación", que influyó en el diseño posterior del sostén. Para la película, The Outlaw, que presenta a la actriz Jane Russell, la productora y diseñadora de aviones Howard Hughes, construyó el sujetador Cantilever para que Russell lo usara en la película. Hughes construyó el sostén para que se ajustara y apoyara los pechos de Jane Russell. Hughes creó el sujetador sobre la base de la construcción de puentes. Después de ver a Jane Russell y su busto en la película, las mujeres trataron de recrear la apariencia en sus propios pechos.
La guerra presentó desafíos únicos para la industria. Las ocupaciones de las mujeres cambiaron dramáticamente, con muchas más mujeres empleada fuera del hogar y en la industria. La escasez de material limitó las opciones de diseño. La publicidad, la promoción y el consumismo eran limitados, pero comenzaron a aparecer dirigidos a minorías (por ejemplo, Ebony en 1945) y adolescentes. Muchos fabricantes solo sobrevivieron haciendo carpas y paracaídas además de sujetadores. La industria estadounidense estaba ahora libre de influencias europeas, particularmente francesas, y se hizo más distintiva. Una vez más, hubo preocupación por el uso de acero muy necesitado en corséts y el gobierno británico llevó a cabo una encuesta sobre el uso de ropa interior por parte de las mujeres en 1941. Esto mostró que "en promedio, las mujeres poseían 1.2 sostenes (amas de casa 0.8 y trabajadores agrícolas 1.9)".

### Los años cincuenta

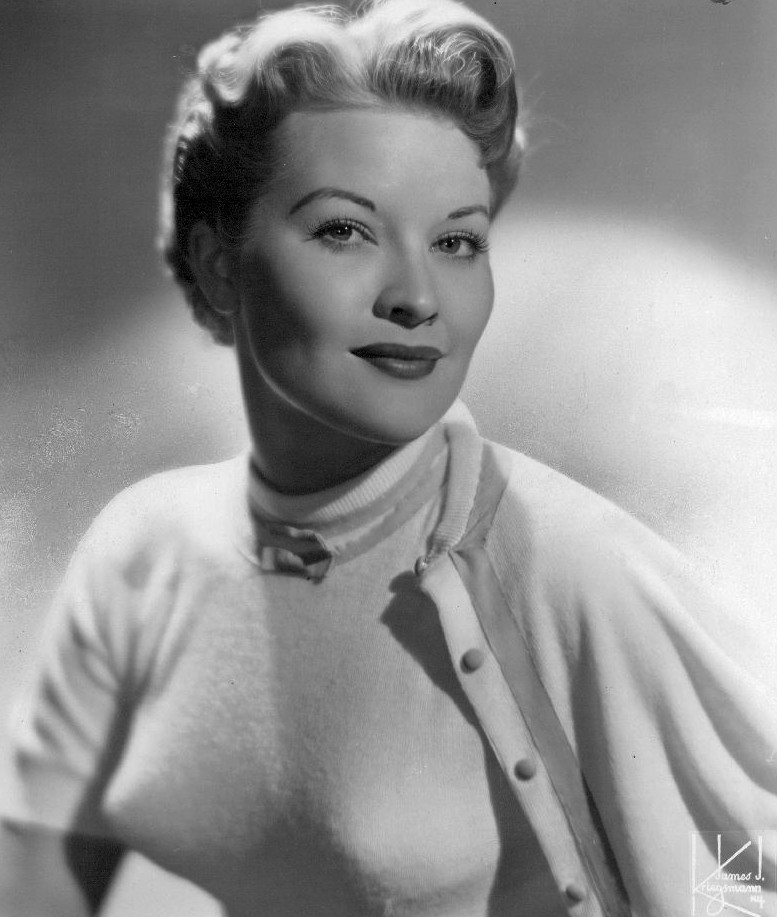
Patti Page llevaba un sujetador de bala en 1955.

Después de la Segunda Guerra Mundial, la disponibilidad de material, la producción y la comercialización, y la demanda de una mayor variedad de bienes de consumo, incluidos los sostenes aumentó. El baby boom creó específicamente una demanda de sostenes de maternidad y lactancia, y la televisión brindó nuevas oportunidades de promoción. Los fabricantes respondieron con nuevas telas, colores, patrones, estilos, acolchado y elasticidad. La moda de Hollywood y el glamur influyeron en la elección de la moda femenina, incluidos los sostenes como el sujetador de bala con forma de cono y espiral popularizado por actrices como Patti Page, Marilyn Monroe y Lana Turner, quien recibió el apodo de "Sweater Girl". Los sostenes de bala permitieron a las mujeres agregar un tamaño de copa a su busto.
Los brasieres para preadolescentes y niñas que ingresan a la pubertad se comercializaron por primera vez durante los años cincuenta. Antes de la introducción de los sostenes de entrenamiento, las chicas jóvenes de los países occidentales usualmente usaban una "cintura" de una pieza o una camisola sin copas o dardos.

### Los años sesenta
La década de 1960 reflejó un creciente interés en la calidad y la moda. Los sujetadores de maternidad y mastectomía comenzaron a encontrar una nueva respetabilidad, y el uso cada vez mayor de lavadoras creó una necesidad de productos que fueran más duraderos. Mientras que las fajas dieron paso a las medias, el sujetador continuó evolucionando. Campañas de marketing como las de "Snoozable" y "Sweet Dreams" promovieron el uso de un sostén las 24 horas del día.
En 1968, en la protesta feminista de Miss América, los manifestantes lanzaron simbólicamente una serie de productos femeninos en un "cubo de basura". Estos incluían sujetadores, que se encontraban entre los artículos que los manifestantes llamaron "instrumentos de tortura femenina" y los ajustes de lo que percibían como feminidad forzada. Una noticia local en Atlantic City Press informó erróneamente que "los sostenes, las fajas, las falsificaciones, los rulos y las copias de las revistas populares de mujeres se quemaron en la 'Papelera de la Libertad'". Las personas que estuvieron presentes dijeron que nadie quemó un sostén ni nadie se quitó el sostén. Sin embargo, una reportera (Lindsy Van Gelder) que cubría la protesta dibujó una analogía entre las manifestantes feministas y los manifestantes de la guerra de Vietnam que quemaron sus cartas de reclutamiento, y el paralelo entre los manifestantes quemando sus cartas de reclutamiento y las mujeres quemando sus sostenes fue alentado por algunos organizadores, entre ellos Robin Morgan. "Los medios de comunicación recogieron la parte del sostén", dijo Carol Hanisch más tarde. "A menudo digo que si nos hubieran llamado 'quemadoras de fajas', cada mujer en Estados Unidos hubiera corrido para unirse a nosotras".
El feminismo y la "quema de sostenes" se unieron en la cultura popular. El término análogo "quema de suspensor" se ha acuñado desde entonces como una referencia al masculismo. Mientras que las mujeres feministas no quemaron literalmente sus sostenes, algunas dejaron de usarlos en señal de protesta. La autora y feminista Bonnie J. Dow sugirió que la asociación entre el feminismo y la quema de sostenes fue fomentada por individuos que se oponían al movimiento feminista. "Bra-burning" creó una imagen de que las mujeres no estaban realmente buscando liberarse del sexismo, sino que intentaban imponerse como seres sexuales. Esto podría llevar a las personas a creer, como escribió en su artículo de 2003 "El feminismo, Miss América y la mitología de los medios", que las mujeres simplemente intentaban estar "a la moda y atraer a los hombres". Las mujeres asociadas con un acto como quemar simbólicamente su sostén pueden ser vistas como radicales que violan la ley y están ansiosas por impactar al público. Esta visión puede haber apoyado los esfuerzos de los opositores al feminismo y su deseo de invalidar el movimiento. Algunas activistas feministas creen que las antifeministas utilizan el mito de la quema de sujetadores y el tema de los braleses para tivializar lo que las manifestantes intentaban lograr en la protesta feminista de Miss América de 1968 y el movimiento feminista en general.

#### Trajes de baño y diseños de sujetadores.

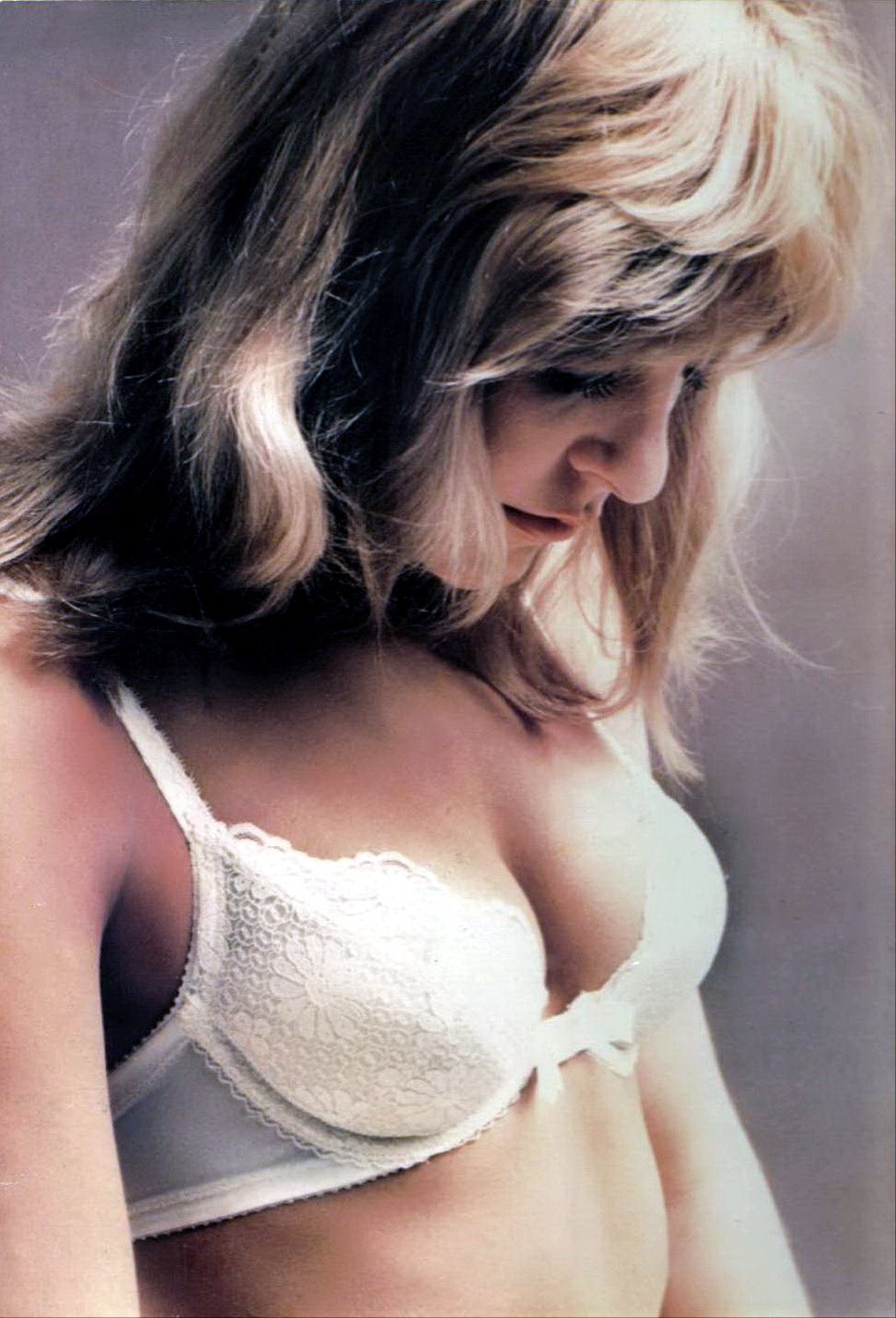
Sujetador push-up de marca canadiense Wonderbra, hacia 1975.

El 4 de junio de 1962, el traje de baño monokini topless de una sola pieza de Rudy Gernreich recibió atención de los medios de comunicación de todo el mundo. En su edición de diciembre de 1962, Sports Illustrated comentó: "Ha convertido el leotardo del bailarín en un traje de baño que libera el cuerpo. En el proceso, él ha arrancado la estructura y el cableado que hizo que los trajes de baño estadounidenses llevaran corsés".
Gernreich siguió eso en octubre de 1964 con el "No Bra", un sostén suave, liviano, sin costuras, de nailon transparente y tricot elástico en tallas 32 a 36, copas A y B, fabricado por Exquisite Form. Su sujetador minimalista fue una salida revolucionaria de los pesados sostenes en forma de torpedo de la década de 1950, iniciando una tendencia hacia formas más naturales y telas suaves y transparentes. También inventó un diseño "todo en uno" con un frente profundo y una versión de línea larga "sin espalda", que incluía una cintura elástica contorneada que permitía a la mujer llevar un vestido sin espalda.
El Wonderbra fue creado en 1964 por Louise Poirier para Canadelle, una compañía de lencería canadiense. Cuenta con 54 elementos de diseño que elevan y sostienen el busto mientras crean un efecto de inmersión profunda y de impulso. Las ventas del primer año para el Wonderbra se aproximaron a los $120 millones de dólares. Reubicaron a Wonderbra como una marca romántica, de moda y sexy.

### Los años setenta
El libro de Germaine Greer, The Female Eunuch (1970) se asoció con el movimiento anti-sostén porque señaló lo restrictivo e incómodo que podría ser un sostén. "Los sostenes son un invento absurdo", escribió, "pero si haces de la falta de sentido a una regla, simplemente te estás sometiendo a otra represión".
En la década de 1970, al igual que otros fabricantes de prendas de vestir, los fabricantes de sujetadores cambiaron la producción a alta mar. La evolución del sostén refleja la idea en constante cambio de cómo debería ser una mujer "ideal"; plana, redonda, puntiaguda, cónica, o incluso "natural". El sujetador contemporáneo también refleja los avances en la fabricación y la disponibilidad de los tipos y colores de telas, lo que le permite transformarse de un artículo utilitario a una moda, contrarrestando las actitudes negativas que algunas mujeres tenían sobre los sostenes. Los diseñadores también han incorporado numerosos dispositivos para producir diferentes formas, escotes y para dar sostenes a las mujeres que podrían usar con vestidos de espalda abierta, vestidos con hombros descubiertos, escotes pronunciados y similares.

### Los años ochenta
A lo largo de la década de 1980, la moda abrió el camino en la apariencia de los sostenes. Los programas de televisión occidentales presentaban damas con clase, poderosas y bien formadas, que por lo general se ponían tops de corte bajo para mostrar un pecho realzado con un sostén a juego con la misma clase.
El inicio de los elegantes y refinados trajes Teddy también abarcó esta década y las ventas de silicona aumentaron la necesidad de sujetadores más grandes y más resistentes.
Las modelos y las celebridades se pusieron todos los sostenes extravagantes y de moda, mostrando que estos eventos de alfombras rojas se han convertido en la norma.
En contraste, la feminista Susan Brownmiller en su libro Femininity (1984) adoptó la posición de que las mujeres sin sostenes sorprenden y enojan a los hombres porque los hombres "implícitamente piensan que ellos son los dueños de los senos y que solo ellos deberían quitarles los sostenes".

### Los años noventa

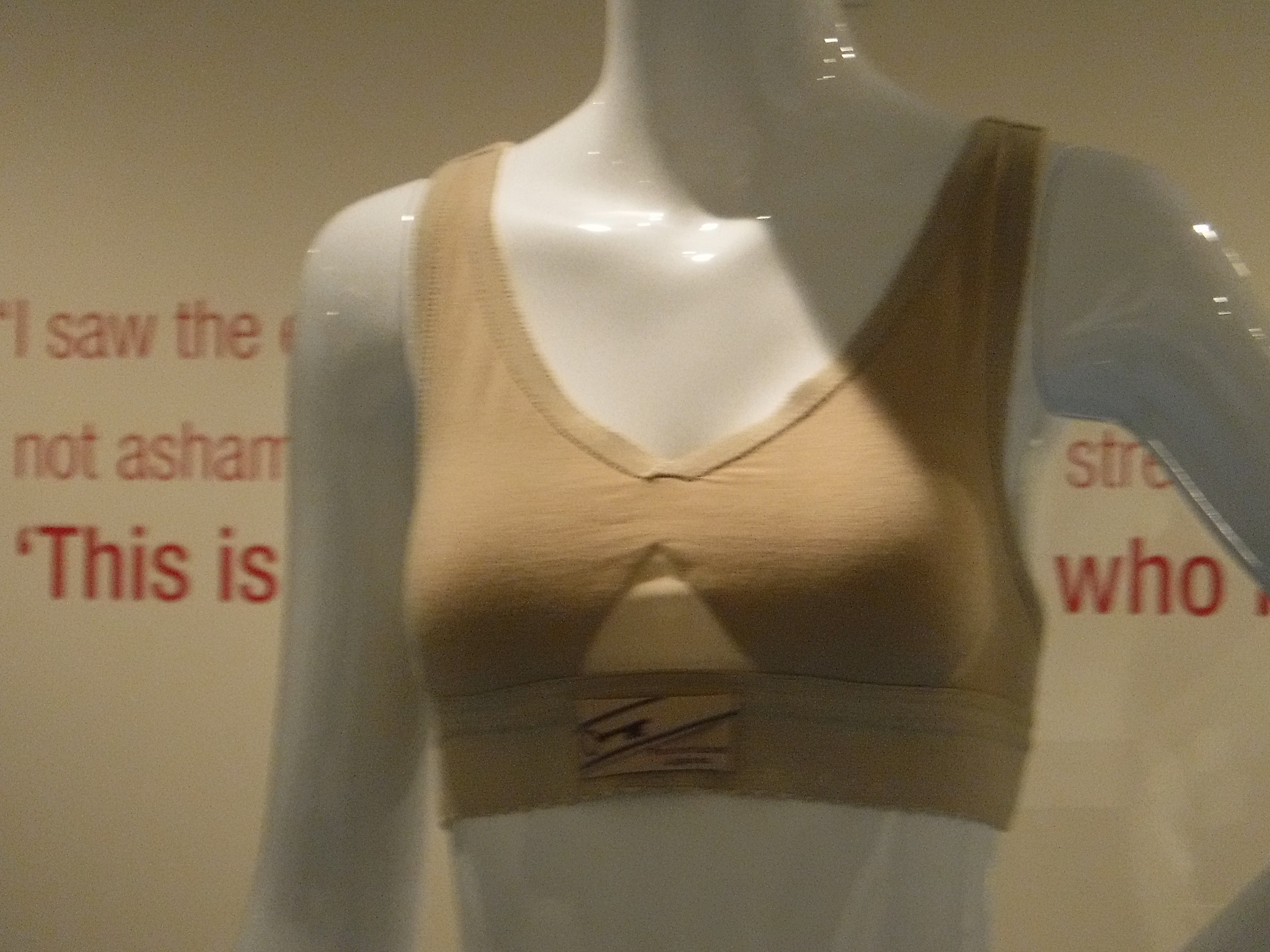
JogBra

El marketing y la publicidad de los fabricantes a menudo recurren a la moda y la imagen sobre el ajuste, la comodidad y la función. Desde aproximadamente 1994, los fabricantes han vuelto a enfocar su publicidad, pasando de sujetadores funcionales de publicidad que enfatizan el soporte y la base, a la venta de lencería que enfatiza la moda al mismo tiempo que sacrifica el ajuste y la función básicos, como los forros debajo del encaje.
Con la creciente popularidad del jogging y otras formas de ejercicio, se hizo evidente que se necesitaba una prenda deportiva para los senos de las mujeres. En 1977, Lisa Lindahl, Polly Smith y Hinda Mille inventaron el primer sostén deportivo en la tienda de disfraces del Teatro Royall Tyler en la Universidad de Vermont. Uno de los Jogbras originales bronceado se exhibe cerca de la tienda de vestuario del teatro. Otros dos están alojados en el Smithsonian y otro en el Museo Metropolitano de Arte de Nueva York.

### Los años 2000
Dos desafíos de diseño que enfrentan los fabricantes de sujetadores en la actualidad parecen paradójicos. Por un lado, existe una demanda de sujetadores mínimos que permitan hundir los escotes y reducir la interferencia con las líneas de las prendas exteriores, como el sujetador de estante. Por otro lado, la masa corporal y el tamaño del busto aumentan, lo que lleva a una mayor demanda de tamaños más grandes. Durante un período de 10 años, el tamaño más común comprado en el Reino Unido pasó de 34B a 36C. En 2001, el 27 % de las ventas en el Reino Unido fueron D o mayores.
La década de 2000 trajo dos grandes cambios de diseño para el sujetador. La copa del sujetador sin costura moldeada de una pieza se hizo omnipresente. Están moldeados por calor alrededor de formas redondas de fibras sintéticas o espuma que mantienen su forma redondeada. Esta construcción puede incluir sujetadores acolchados, sujetadores de contorno y los llamados sostenes de camiseta. También nueva y ubicua en la década de 2000 fue la popularidad de diseños impresos, como estampados florales o diversos estampados.
Los brasieres son una industria de mil millones de dólares ($15 mil millones en los EE. UU. en 2001, mil millones de libras en el Reino Unido) que sigue creciendo. Las grandes corporaciones como HanesBrands Inc. controlan la mayoría de la fabricación de sujetadores, Gossard, Berlei y Courtaulds con el 34 % del mercado del Reino Unido. Victoria's Secret es una excepción.
La autora feminista Iris Marion Young escribió en 2005 que el sostén "sirve como una barrera para tocar" y que una mujer desaliñada está "desobjetificada", eliminando el "aspecto duro y puntiagudo que la cultura fálica postula como norma". Sin un sostén, a su modo de ver, los senos de las mujeres no son objetos de formas consistentes, sino que cambian a medida que la mujer se mueve, reflejando el cuerpo natural. Otros argumentos feministas contra el sostén de Young en 2005 incluyen que los sostenes de entrenamiento se usan para adoctrinar a las niñas a pensar en sus senos como objetos sexuales y acentuar su sexualidad. Young también escribió en 2007 que, en la cultura estadounidense, los senos están sujetos a "una cultura dominada por los medios de comunicación estadounidense, patriarcal [que] objetiva los senos ante una mirada tan distante que se congela y domina". La académica Wendy Burns-Ardolino escribió en 2007 que la decisión de las mujeres de usar sostenes está mediada por la "mirada masculina".

### Producción moderna
Al igual que otras prendas de vestir, los sostenes fueron confeccionados inicialmente por pequeñas empresas de producción y suministrados a varios minoristas. El término "copa" no se usó para describir los sostenes hasta 1916, y los fabricantes se basaron en copas extensibles para acomodar pechos de diferentes tamaños. Las mujeres con senos más grandes o colgantes tenían la opción de sujetadores de línea larga, respaldos construidos, inserciones en forma de cuña entre las copas, correas más anchas, Lastex de potencia, bandas firmes debajo de la copa e incluso estructura ligera.
En octubre de 1932, la SH Camp and Company correlacionó el tamaño y la pendularidad de los senos de una mujer con las letras del alfabeto: A, B, C y D. La publicidad presentaba perfiles de senos etiquetados con letras en la edición de febrero de 1933 de Corset and Underwear Revisión.
En 1937, Warner comenzó a ofrecer tamaños de copas en sus productos. Las bandas ajustables se introdujeron utilizando múltiples posiciones de ojo y gancho en la década de 1930.
Hay una leyenda urbana que dice que el sujetador fue inventado por un hombre llamado Otto Titzling ("honda de tetas") que perdió una demanda con Phillip de Bra ("llenar el sujetador"). Esto se originó con el libro Bust-Up: The Uplifting Tale of Otto Titzling y Development of the Bra, de 1971, y se propagó en una canción cómica de la película Beaches.

## Futuro de los sujetadores
En 1964, el historiador de la moda danesa Rudolf Kristian Albert Broby-Johansen escribió que el topless, que liberaba los senos de los sostenes, debía ser tratado con seriedad. Afirmó que era una manera para que una nueva generación de mujeres se expresara. En 1969, escribió un artículo titulado "Obituario para el sostén" en el que predecía la inminente desaparición de los sostenes.
Los sostenes son usados por la gran mayoría de las mujeres en la sociedad occidental. Las estimaciones sobre qué proporción de mujeres occidentales usan sostenes varían, pero la mayoría de las encuestas reportan de 75 % a 95 %. Alrededor del 90 % de las mujeres australianas usan un sostén a partir de 2006. Ahora hay una variedad de estilos y modelos sin precedentes, que incluyen sujetadores de cobertura total, sujetadores de balconette y sostenes deportivos que a veces se pueden usar como ropa de abrigo. Las mujeres, profesionales de la salud, feministas y escritoras de moda parecen estar cuestionando cada vez más su lugar y función, y preguntando si seguirá el camino de las pantimedias, y las medias.
Ahora es común ver modelos y otras celebridades que no usan sostenes en público. Muchas vestimentas tales como vestidos de verano, camisetas sin mangas y ropa formal de noche están diseñados para usarse sin sostén. Los escritores de moda continúan sugiriendo alternativas a los sostenes o formas de vestir sin sostén, enfatizando que usar un sostén es una cuestión de elección y no un requisito. Dada la incomodidad que las mujeres experimentan con los sostenes que no ajustan bien, un número cada vez mayor de mujeres, una vez que están en casa, se cambian a camisetas, jogbras o nada en absoluto. Los infelices propietarios de sujetadores han donado miles de sostenes a la escultura Braball, una colección de 18,085 sostenes. La organizadora, Emily Duffy, viste un 42B y cambió a las camisetas elásticas con sujetadores incorporados porque los sujetadores estándar le cortaron la cintura.